# Nora del Liechtenstein
Nora del Liechtenstein (nome completo in tedesco Norberta Elisabeth Maria Assunta Josefine Georgine et omnes sancti; Zurigo, 31 ottobre 1950) è una principessa e dirigente sportiva liechtensteinese.

## Biografia

### Gioventù e carriera

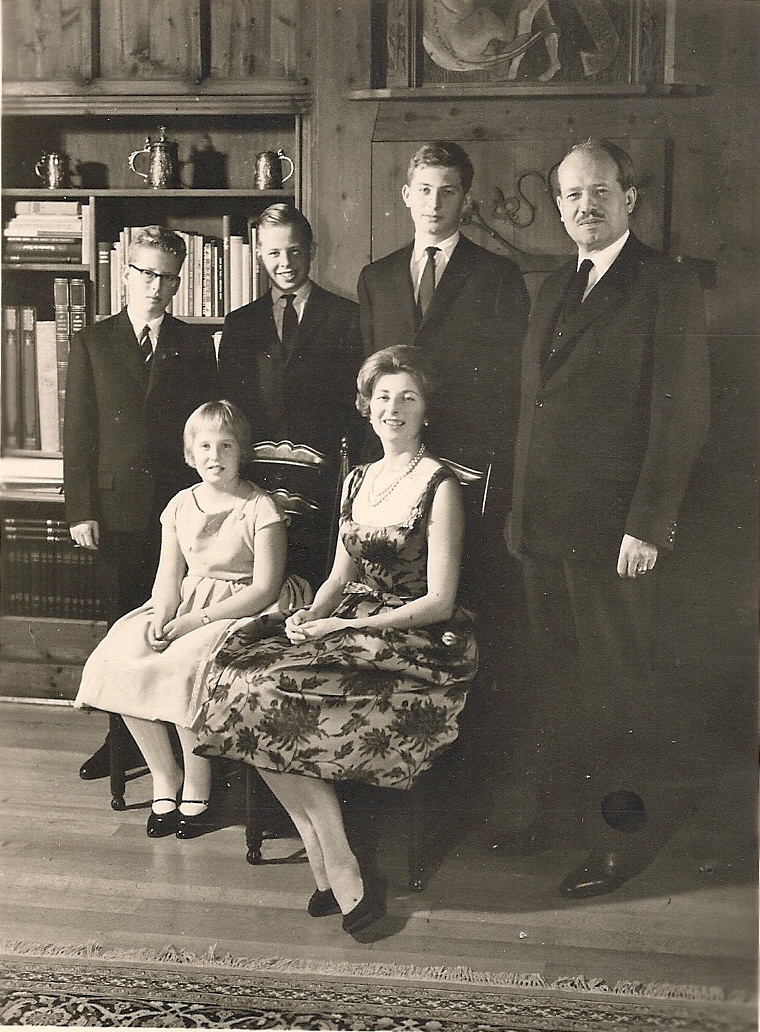
Nora in posa con i fratelli e i genitori

La principessa Nora è nata a Zurigo, in Svizzera, nel 1950, quartogenita di Francesco Giuseppe II e della principessa Giorgina. Fu battezzata nella stessa città il 14 novembre, con la nonna paterna Elisabetta Amalia a farle da madrina. In ambito sportivo praticò immersione, nuoto, equitazione e sci.
Nel 1973 acquisì la carica di Capo Guida Scout del Liechtensteinische Pfadfinderinnenkorps Santa Maria, che ricoprì fino al 1989 per poi entrare come membro onorario nell'associazione scoutistica della nazione. Iscrittasi agli studi di biologia, finì per laurearsi in scienze politiche all'Institut des hautes études internationales di Ginevra, nel 1975.
Dallo stesso anno al 1976 fu impiegata nel ruolo di assistente di ricerca alla Banca Mondiale e dal 1978 lavorò all'International Institute for Environment and Development di Londra, fino al 1981. Da allora si impegnò in attività benefiche e di aiuto allo sviluppo, in organizzazioni educative e cattoliche. Parla in tedesco, francese, inglese e spagnolo.

### Attività sportive
Dal 1982 al 1992 presiedette la Federazione degli Sport Olimpici del Liechtenstein e dal 2002 presiede la sezione liechtensteinese di Special Olympics.

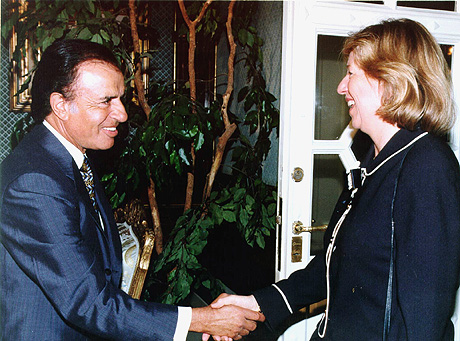
Il presidente argentino Carlos Saúl Menem con la principessa Nora, 1997

Nel 1984 venne cooptata nel Comitato Olimpico Internazionale (CIO) come una delle prime donne a farne parte ed entrò nella Commissione di Studio e Valutazione per la Preparazione dei Giochi Olimpici, di cui fu membro fino al 1986. Negli anni a venire fece parte delle seguenti commissioni: Programma Olimpico (1989-1991), Seguito alla Riforma del CIO del 2000 (2002), Donne e Sport (2003-2015), Cultura ed Educazione Olimpica, Filatelia, Numismatica e Memorabilia Olimpica (2014-2015) e Cultura e Patrimonio Olimpico (dal 2015).
Nel 2006 fu insignita con Andreas Wenzel del Goldenes Lorbeerblatt, il più alto riconoscimento sportivo del principato. Dal 2020 ricopre il ruolo di Membro Delegato per il Protocollo del CIO.

### Vita privata e impegno ambientale
Dopo essersi recata in Spagna per collaborare con organizzazioni educative cattoliche, nel settembre 1987 conobbe a casa di amici il marchese Vicente Sartorius y Cabeza de Vaca. Si sposarono l'11 giugno 1988 presso la cattedrale di San Florino a Vaduz. Poco prima acquistarono la fattoria Valdepajares del Tajo a Peraleda de la Mata, dove Nora risiede.
Nel 2003 fece da madrina di battesimo a Laetitia Maria del Belgio, figlia della principessa Astrid. Nel 2005 scoprì alcune querce malate sul territorio della sua fattoria e iniziò a dedicarsi alla rigenerazione del terreno consultando alcuni esperti del settore, tra cui l'ambientalista Sepp Holzer che ideò attorno a una quercia morta il "Giardino dei Sogni". Da allora è attiva nella conservazione dei pascoli della regione con il progetto Vivencia Dehesa, che le è valso il Premio Extremeño de HOY nel 2014.
Nel 2016 la sua fattoria fu la prima proprietà in Estremadura a ricevere lo status di Area Privata di Interesse Ecologico e il suo progetto venne premiato come miglior azienda per la biodiversità dalla sezione spagnola degli European Business Awards for the Environment. L'anno seguente lanciò la linea di cosmesi biologica Vivencia Natural Skin Care e, nel 2018, Vivencia Dehesa vinse l'European Bee Award nella categoria "Land Management Practices".

## Cariche
- Presidentessa della Fundación Educación Activa, nata per supportare le persone con ADHD e per soddisfare le esigenze dei settori educativo e socio-culturale;[11][21][22][23]
- Presidentessa della Fundación Solidaridad Humana.[11]

## Discendenza
Nora del Liechtenstein e Vicente Sartorius y Cabeza de Vaca ebbero una figlia:
- María Teresa Sartorius y de Liechtenstein (Madrid, 21 novembre 1992), laureatasi in Marketing e Relazioni Pubbliche.[24]

## Titoli e trattamento
- 31 ottobre 1950 - 11 giugno 1988: Sua Altezza Serenissima la Principessa Nora del Liechtenstein
- 11 giugno 1988 - 26 ottobre 1993: Sua Altezza Serenissima la Principessa Nora del Liechtenstein, Marchesa Consorte di Mariño
- 26 ottobre 1993 - 22 luglio 2002: Sua Altezza Serenissima la Principessa Nora del Liechtenstein, Marchesa Consorte di Mariño, Contessa di Rietberg
- 22 luglio 2002 - attuale: Sua Altezza Serenissima la Principessa Nora del Liechtenstein, Marchesa Vedova di Mariño, Contessa di Rietberg

## Ascendenza
|                                         |                            |                                          | Genitori                                             |  |  | Nonni |  |  | Bisnonni                  |  |  | Trisnonni                            |  |
|                                         |                            |                                          |                                                      |  |  |       |  |  | Alfredo del Liechtenstein |  |  | Francesco di Paola del Liechtenstein |  |
|                                         |                            |                                          |                                                      |  |  |       |  |  | Alfredo del Liechtenstein |  |  | Francesco di Paola del Liechtenstein |  |
|                                         |                            | Ewa Potocka                              |                                                      |  |  |       |  |  | Alfredo del Liechtenstein |  |  |                                      |  |
| Luigi del Liechtenstein                 |                            |                                          |                                                      |  |  |       |  |  | Alfredo del Liechtenstein |  |  |                                      |  |
|                                         |                            | Enrichetta del Liechtenstein             | Luigi II del Liechtenstein                           |  |  |       |  |  |                           |  |  |                                      |  |
|                                         |                            | Enrichetta del Liechtenstein             | Luigi II del Liechtenstein                           |  |  |       |  |  |                           |  |  |                                      |  |
|                                         |                            | Enrichetta del Liechtenstein             | Franziska Kinsky von Wchinitz und Tettau             |  |  |       |  |  |                           |  |  |                                      |  |
| Francesco Giuseppe II del Liechtenstein |                            | Enrichetta del Liechtenstein             |                                                      |  |  |       |  |  |                           |  |  |                                      |  |
|                                         |                            | Carlo Ludovico d'Asburgo-Lorena          | Francesco Carlo d'Asburgo-Lorena                     |  |  |       |  |  |                           |  |  |                                      |  |
|                                         |                            | Carlo Ludovico d'Asburgo-Lorena          | Francesco Carlo d'Asburgo-Lorena                     |  |  |       |  |  |                           |  |  |                                      |  |
|                                         |                            | Carlo Ludovico d'Asburgo-Lorena          | Sofia di Baviera                                     |  |  |       |  |  |                           |  |  |                                      |  |
| Elisabetta Amalia d'Asburgo-Lorena      |                            | Carlo Ludovico d'Asburgo-Lorena          |                                                      |  |  |       |  |  |                           |  |  |                                      |  |
|                                         |                            | Maria Teresa di Braganza                 | Michele del Portogallo                               |  |  |       |  |  |                           |  |  |                                      |  |
|                                         |                            | Maria Teresa di Braganza                 | Michele del Portogallo                               |  |  |       |  |  |                           |  |  |                                      |  |
|                                         |                            | Maria Teresa di Braganza                 | Adelaide di Löwenstein-Wertheim-Rosenberg            |  |  |       |  |  |                           |  |  |                                      |  |
| Nora del Liechtenstein                  |                            | Maria Teresa di Braganza                 |                                                      |  |  |       |  |  |                           |  |  |                                      |  |
|                                         | Johann Nepomuk von Wilczek | Johann Nepomuk Wilczek                   |                                                      |  |  |       |  |  |                           |  |  |                                      |  |
|                                         | Johann Nepomuk von Wilczek | Johann Nepomuk Wilczek                   |                                                      |  |  |       |  |  |                           |  |  |                                      |  |
|                                         | Johann Nepomuk von Wilczek | Emma Emo Capodilista                     |                                                      |  |  |       |  |  |                           |  |  |                                      |  |
| Ferdinand von Wilczek                   | Johann Nepomuk von Wilczek |                                          |                                                      |  |  |       |  |  |                           |  |  |                                      |  |
|                                         |                            | Elisabeth Kinsky von Wchinitz und Tettau | Ferdinand Bonaventura Kinsky von Wchinitz und Tettau |  |  |       |  |  |                           |  |  |                                      |  |
|                                         |                            | Elisabeth Kinsky von Wchinitz und Tettau | Ferdinand Bonaventura Kinsky von Wchinitz und Tettau |  |  |       |  |  |                           |  |  |                                      |  |
|                                         |                            | Elisabeth Kinsky von Wchinitz und Tettau | Marie von und zu Liechtenstein                       |  |  |       |  |  |                           |  |  |                                      |  |
| Giorgina di Wilczek                     |                            | Elisabeth Kinsky von Wchinitz und Tettau |                                                      |  |  |       |  |  |                           |  |  |                                      |  |
|                                         |                            | Zdenko Kinsky von Wchinitz und Tettau    | Johann Kinsky von Wchinitz und Tettau                |  |  |       |  |  |                           |  |  |                                      |  |
|                                         |                            | Zdenko Kinsky von Wchinitz und Tettau    | Johann Kinsky von Wchinitz und Tettau                |  |  |       |  |  |                           |  |  |                                      |  |
|                                         |                            | Zdenko Kinsky von Wchinitz und Tettau    | Iphigenie Dadan de Giulvaz                           |  |  |       |  |  |                           |  |  |                                      |  |
| Nora Kinsky von Wchinitz und Tettau     |                            | Zdenko Kinsky von Wchinitz und Tettau    |                                                      |  |  |       |  |  |                           |  |  |                                      |  |
|                                         |                            | Georgina Festetics de Tolna              | György Festetics de Tolna                            |  |  |       |  |  |                           |  |  |                                      |  |
|                                         |                            | Georgina Festetics de Tolna              | György Festetics de Tolna                            |  |  |       |  |  |                           |  |  |                                      |  |
|                                         |                            | Georgina Festetics de Tolna              | Eugénia Erdődy Erdődy de Monyorókerék et Monoszló    |  |  |       |  |  |                           |  |  |                                      |  |
|                                         |                            | Georgina Festetics de Tolna              |                                                      |  |  |       |  |  |                           |  |  |                                      |  |

## Onorificenze

### Altri riconoscimenti
- Goldenes Lorbeerblatt (2006);[9]
- Premio Extremeño de HOY (2014).[16]